# Большая Шатановщина
Больша́я Шатано́вщина (бел. Вялікая Шатаноўшчына) — деревня в составе Станьковского сельсовета Дзержинского района Минской области.
Находится в 4-х километрах от Дзержинска, 46-и километрах от Минска в 4-х километрах от железнодорожной станции Койданово.

## История
Основана в начале XIX века в Койдановской волости Минского уезда, насчитывалось 38 дворов, 222 жителей. 
В 1815 году проживало 12 жителей мужского пола. В 1870 году уже 36 жителей мужского пола. По данным переписи 1897 года тут проживало 155 жителей, насчитывалось 29 дворов. В 1917 году насчитывалось 222 жителя, 38 дворов. В 1926 году в деревне Шатановщина-1 — 111 жителей, 21 двор. В годы коллективизации создано коллективное хозяйство. С 9 марта 1918 года в составе провозглашённой Белорусской Народной Республики, однако фактически находилась под контролем германской военной администрации. С 1 января 1919 года в составе Советской Социалистической Республики Белоруссия, а с 27 февраля того же года в составе Литовско-Белорусской ССР, летом 1919 года деревня была занята польскими войсками, после подписания рижского мира — в составе Белорусской ССР.
С 28 июня 1941 года по 7 июля 1944 года под немецко-фашистской оккупацией, на фронтах погибло 11 жителей деревень Малая и Большая Шатановщина (в БольшойШатановщине установлен обелиск).
В 1960 году в деревне проживало 107 жителей, входила в состав колхоза «Красное Знамя».
30 октября 2009 года деревня передана из ликвидированного Ляховичского в Станьковский сельсовет.

## Улицы
Внутри деревни проходит 3 улицы:
- Центральная улица (бел. Цэнтральная вуліца);
- Дзержинская улица (бел. Дзяржынская вуліца);
- Садовая улица (бел.  Садовая вуліца).

## Население
| Численность населения (по годам) | Численность населения (по годам) | Численность населения (по годам) | Численность населения (по годам) | Численность населения (по годам) | Численность населения (по годам) | Численность населения (по годам) | Численность населения (по годам) | Численность населения (по годам) |
| 1917                             | 1926                             | 1960                             | 1991                             | 1999                             | 2004                             | 2010                             | 2017                             | 2018                             |
| -------------------------------- | -------------------------------- | -------------------------------- | -------------------------------- | -------------------------------- | -------------------------------- | -------------------------------- | -------------------------------- | -------------------------------- |
| 222                              | ↘111                             | ↘107                             | ↘42                              | ↘28                              | ↗32                              | ↗36                              | ↘34                              | ↗41                              |
| 2020                             |                                  |                                  |                                  |                                  |                                  |                                  |                                  |                                  |
| ↗46                              |                                  |                                  |                                  |                                  |                                  |                                  |                                  |                                  |